# Tenuipalpus namaensis
Tenuipalpus namaensis är en spindeldjursart som beskrevs av Meyer 1993. Tenuipalpus namaensis ingår i släktet Tenuipalpus och familjen Tenuipalpidae. Inga underarter finns listade i Catalogue of Life.